# Banquet des Gueux
Le banquet des Gueux est le nom donné à un banquet tenu le 6 avril 1566 à Bruxelles, en l'hôtel de Culembourg,  par des nobles signataires de la pétition dite « Compromis des Nobles », dans laquelle ils formulaient leur opposition à la politique autocratique de Philippe II, roi d'Espagne et souverain des Pays-Bas. 
Ce banquet est la première étape de la révolte des Gueux, à l'origine du soulèvement des Pays-Bas contre Philippe II.

## Contexte
En quittant les Pays-Bas en 1559, après la fin de la guerre contre la France, Philippe II laisse la régence à sa demi-sœur Marguerite de Parme, assistée de la « Consulte », trois conseillers dévoués au roi d'Espagne (Antoine Perrenot de Granvelle, Viglius van Aytta et Charles de Berlaymont), qui cherchent à amoindrir le rôle du conseil habituel de gouvernement, le Conseil d'État, où siègent des nobles néerlandais de haut rang (Guillaume d'Orange, Lamoral d'Egmont, Philippe de Montmorency, comte de Hornes, notamment). Ceux-ci ont servi Charles Quint, puis Philippe II, avec loyauté au cours des guerres contre la France, mais refusent la tendance absolutiste que représente la Consulte.
Celle-ci applique notamment la politique de Philippe II de répression du protestantisme, qui entraîne diverses restrictions — notamment dans l'exercice de la justice — aux droits que les provinces, les villes et la noblesse locale ont obtenus au cours de Moyen Âge.
En 1564, les opposants au sein du Conseil d'État obtiennent le rappel de Granvelle, mais cela ne suffit pas et un mouvement se développe en 1565 dans la noblesse, avec pour leaders Louis de Nassau, frère de Guillaume d'Orange, et Henri de Brederode. Une pétition est mise au point, le Compromis des Nobles, qui reçoit le soutien d'une large partie de la noblesse.

## La remise du Compromis des Nobles
Le 5 avril 1566, environ 300 signataires du Compromis des Nobles se rendent au palais de la gouvernante à Bruxelles pour lui remettre la pétition. Le comte de Berlaymont se serait exclamé : « ... comment, Madame, Votre Altesse a-t-elle crainte de ces gueux ? » ou « Ce ne sont là, Madame, que des gueux ! ».
Marguerite de Parme promet d'intervenir auprès du roi et de modérer l'application des placards contre les hérétiques en attendant sa réponse.

## Le banquet
À la suite de ces propos méprisants, voire injurieux, mais que les intéressés reprennent à leur compte, Florent de Pallant, comte de Culembourg, offre aux signataires présents de participer chez lui à un banquet en guise de défi au pouvoir. 
Les participants y paraissent vêtus de couleur grise, portant une besace et une écuelle comme les mendiants et les gueux qui courent les chemins, avec cette devise « pauvres jusqu'à la besace » qu'ils proclament tout en portant des toasts au roi.